# Freemartin
Freemartin, även free-martin, (engelskt uttryck av omtvistat ursprung) betecknar ett nötkreaturs avkomma av honkön, som är född tillsammans med en tvilling av hankön, vilket resulterar i att hon fått underutvecklade könsorgan. Under fosterstadiet står tvillingkalvarnas blodkärl i förbindelse med varandra, så kallad kärlanastomos, varvid det tidigare utvecklade tjurfostrets hormoner påverkar kvigfostret. Av kvigor som är födda tvilling med tjur blir ca 90 procent sterila, medan tjurkalvarna påverkas endast i undantagsfall.

## Historia
Det var 1800-talsläkaren John Hunter som upptäckte att en freemartin alltid har en tvillingbror. Det antogs i början av 1920-talet vara förflyttning av en maskuliniserande faktor från den hanliga tvillingen till den honliga tvillingen genom vaskulära anslutningar i moderkakan på grund av den vaskulära föreningen, som påverkade den inre anatomin hos den honliga.
Flera forskare upptäckte att en freemartin blev resultatet när ett honligt foster har sitt chorionfäste i livmodern med det av en hanlig tvilling. Resultatet publicerades 1916 av Tandler och Keller. Upptäckten gjordes oberoende av den amerikanske biologen Frank R. Lillie, som publicerade den i Science 1916. Båda lagen har numera tillskrivits upptäckten.
På landsbygden ansågs traditionellt att detta villkor ofta inte var utmärkande enbart för boskap, utan kunde även omfatta människors tvillingar, en tro som förekommit i generationer, och som nämnts i skrifter av Bede.

## Mekanism
Hos de flesta nötkreaturstvillingar, blir blodkärlen sammankopplade i chorion, så att blod från varje tvilling att flyta runt i den andra. Om båda fostren är av samma kön har detta ingen betydelse, men om de är olika, passerar hanliga hormoner från den hanliga tvilling till den honliga tvilling. De hanliga hormonerna maskuliniserar sedan den honliga tvillingen, och resultatet blir en freemartin. Graden av maskulinisering är större om sammankopplingen sker tidigare under dräktigheten - i ca tio procent av fallen sker ingen fusion och honkalven blir fertil.
Den hanliga tvillingen är i stort sett opåverkad av föreningen, även om storleken av testiklarna kan vara något reducerad. Testikelstorleken förknippas med fertilitet, så det kan finnas viss reduktion även i tjurfertiliteten.
Freemartins uppträder och växer på ett liknande sätt som kastrerade handjur (stutar).

## Diagnos
Om misstanke finns om maskulinisering, kan ett test göras för att påvisa förekomsten av hanliga Y-kromosomer i cirkulerande vita blodkroppar hos kvigkalven. Genetisk testning för Y-kromosomen kan utföras inom några dagar efter födseln och hjälpa till att tidigt identifiera ett steril honligt nötkreatur.
Fysisk undersökning av kalven kan också avslöja skillnader: många (men inte alla) freemartins har kortare slida jämfört med en fertil kviga.

## Andra djur
En freemartin är det normala resultatet av blandade tvillingar hos alla nötkreatursarter som studerats. Det förekommer normalt inte hos flesta andra däggdjur, men det har observerats hos får, getter, och grisar.

## Användning
Freemartins används ibland inom stamcells- och immunologiforskningen. Under fosterutvecklingen utbyts celler mellan de fusionerade cirkulationerna hos nötkreaturstvillingarna. Upp till 95 % av freemartins blodkroppar kan härledas från egenskaperna hos den hanliga tvillingen. Hanhärledda celler och deras avkomma kan lätt visualiseras i freemartins vävnader, eftersom endast de innehåller den manliga Y-kromosomen. 
Således, genom att analysera dessa vävnader, kan man undersöka förmågan hos hematopoetiska stamceller eller andra cirkulerande celler att producera andra vävnader förutom blod. Freemartinmodellen tillåter att man kan analysera helt friska och obehandlade djur utan att tillgripa transplantation som ofta annars måste ske i stamcellsforskningen.